# Падение Сайгона
Падение Сайгона (вьет. Sài Gòn sụp đổ sự kiện 30 tháng 4 năm 1975) — захват города Сайгона, столицы Южного Вьетнама, силами Народной армии Вьетнама и Национального фронта освобождения Южного Вьетнама (также известного как Вьетконг), произошедшее 30 апреля 1975 года. Это сражение ознаменовало конец войны во Вьетнаме и начало переходного периода, приведшего к объединению Вьетнама 2 июля 1976 года в единую социалистическую республику под властью коммунистической партии Вьетнама.
Войска Северного Вьетнама под командованием генерала Ван Тьен Зунга 29 апреля начали последнюю атаку на Сайгон, когда силы армии Республики Вьетнам под командованием генерала Нгуен Ван Тоана подверглись сильному артиллерийскому обстрелу. К полудню следующего дня Народная армия Вьетнама и Вьетконг заняли ключевые городские объекты и водрузили свой флаг над президентским дворцом Южного Вьетнама.
Захвату города предшествовала операция «Порывистый ветер» — эвакуация почти всего американского гражданского и военного персонала из Сайгона, а также десятков тысяч мирных жителей Южного Вьетнама, которые были связаны с политическим режимом Республики Вьетнам. Несколько американцев предпочли не эвакуироваться. Сухопутные боевые подразделения США покинули Южный Вьетнам более чем за два года до падения Сайгона и не могли оказать помощь ни в защите Сайгона, ни в эвакуации. Эвакуация стала крупнейшей вертолётной эвакуацией в истории:202. Помимо бегства беженцев, окончание войны и введение новых правил коммунистическим правительством способствовали снижению населения города до 1979 года, после чего население снова увеличилось.
3 июля 1976 года Национальное собрание объединённого Вьетнама переименовала Сайгон в честь Хо Ши Мина, покойного председателя Партии трудящихся Вьетнама и основателя Демократической Республики Вьетнам (Северный Вьетнам).

## Названия
Этим событиям давались разные названия. Правительство Вьетнама официально называет его «Днём освобождения Юга для национального воссоединения» (вьет. Giải phóng miền Nam, thống nhất đất nước) или «Днём освобождения» (вьет. Ngày Giải Phóng), но в западных источниках широко используется термин «падение Сайгона». Его называют «Ngày mất nước» (День, когда мы потеряли страну), «Tháng Tư Đen» (Чёрный апрель), «Национальный день унижения» (Ngày Quốc Nhục) или «Национальный день обиды» (Ngày Quốc Hận), многочисленной вьетнамской диаспорой из числа беженцев из бывшего Южного Вьетнама.
На вьетнамском языке он также известен под нейтральным названием «Инцидент 30 апреля 1975 года» (Sự kiện 30 tháng 4 năm 1975) или просто «30 апреля» (30 tháng 4).

## Северовьетнамское наступление
Скорость, с которой государство Южного Вьетнама рухнуло в 1975 году, удивила большинство американских и южновьетнамских наблюдателей, а также, вероятно, северовьетнамцев и их союзников. Например, в докладной записке, подготовленной Центральным разведывательным управлением и армейской разведкой США, опубликованной 5 марта, указывалось, что Южный Вьетнам может продержаться в течение текущего засушливого сезона, то есть, по крайней мере, до 1976 года. Эти прогнозы оказались глубоко ошибочными. Даже когда эта докладная записка была опубликована, генерал Ван Тиен Зунг готовил крупное наступление в Центральном нагорье Вьетнама, которое началось 10 марта и привело к захвату Буонметхуота. Армия Республики Вьетнам начала беспорядочное и рискованное отступление, надеясь передислоцировать свои силы и удержать южную часть Республики Вьетнама, к югу от 13-й параллели.
При поддержке артиллерии и бронетехники Народная армия Вьетнама продолжила марш к Сайгону, захватив в конце марта крупные города на севере Республики Вьетнам — Хюэ 25-го и Дананг 28-го. Было захвачено огромное количество трофейного вооружения, которое тут же принималось в строй и использовалось при дальнейшем продвижении. Попутно беспорядочное отступление южновьетнамцев и паническое бегство (в Дананге их было более 300 000 человек) подорвали перспективы южновьетнамского перелома. После потери Дананга эти перспективы уже были отвергнуты американскими офицерами ЦРУ во Вьетнаме как несуществующие, которые считали, что ничто, кроме ударов B-52 по Ханою, не сможет остановить северовьетнамцев.
К 8 апреля Политбюро Северного Вьетнама, которое в марте рекомендовало Ван Тиен Зунгу проявлять осторожность, телеграфировало ему с требованием «с неослабевающей энергей продолжить атаку вплоть до самого сердца Сайгона». 14 апреля они переименовали похода в «Кампанию Хо Ши Мина» в честь революционного лидера Хо Ши Мина в надежде завершить её до его дня рождения 19 мая. Между тем, Южный Вьетнам не смог добиться какого-либо значительного увеличения военной помощи со стороны Соединённых Штатов, что развеяло надежды президента Нгуен Ван Тхьеу на возобновление американской поддержки.
9 апреля силы народной армии Вьетнама достигли Суанлока, последней линии обороны перед Сайгоном, где 18-я дивизия армии Республики Вьетнам провела последний бой и в течение 11 дней удерживала город в ожесточённых боях. Армия Республики Вьетнам 20 апреля наконец вышла из Суанлока, нанеся тяжёлые потери народной армии Вьетнама, а президент Нгуен Ван Тхьеу подал в отставку 21 апреля, сделав едва сдерживая слёзы заявление по телевидению, в котором он осудил Соединённые Штаты за неспособность прийти на помощь югу. Линия фронта Северного Вьетнама теперь находилась всего в 42 километрах от центра Сайгона. Победа при Суанлоке, которая отвлекла многие южновьетнамские войска из района дельты Меконга, открыла народной армии Вьетнама путь к окружению Сайгона, и вскоре они сделали это, передеслоцировав 100 000 солдат на позиции вокруг города на 27 Апрель. Поскольку у Армии Республики Вьетнам было мало защитников, судьба города была практически предрешена.
Командующий III корпусом армии Республики Вьетнам генерал Нгуен Ван Тоан организовал пять центров сопротивления для защиты города. Эти фронты были настолько связаны, что образовывали дугу, охватывающую всю территорию к западу, северу и востоку от столицы. Фронт Кути на северо-западе защищала 25-я дивизия; фронт Биньзыонг на севере находился в ведении 5-й дивизии; фронт Бьенхоа на северо-востоке обороняла 18-я дивизия; фронт Вунгтау и 15-й маршрут на юго-востоке удерживали 1-я воздушно-десантная бригада и один батальон 3-й дивизии; а фронт Лонган, за который отвечало командование Столичного военного округа, защищали части реформированной 22-й дивизии. Южновьетнамские оборонительные силы вокруг Сайгона насчитывали около 60 000 военнослужащих. Однако, когда исход добрался до Сайгона, вместе с ними было много солдат армии Республики Вьетнам, в результате чего число «вооружённых людей» в городе увеличилось до более чем 250 000 человек. Эти подразделения были в основном потрепаны и лишены лидеров, что привело город к дальнейшей анархии.

## Эвакуация
Быстрое наступление народной армии Вьетнама в марте и начале апреля привело к усилению беспокойства в Сайгоне по поводу того, что город, который был довольно мирным на протяжении всей войны и жители которого перенесли сравнительно мало страданий, вскоре подвергнется прямому нападению. Многие опасались, что как только коммунисты возьмут город под свой контроль, начнутся кровавые репрессии. В 1968 году народная армия Вьетнама и силы Вьетконга оккупировали Хюэ почти на месяц. После того, как коммунисты были отброшены, американские силы и силы Республики Вьетнам обнаружили массовые захоронения. Исследование показало, что Вьетконг преследовал офицеров армии Республики Вьетнам, католиков, интеллектуалов, бизнесменов и других подозреваемых контрреволюционеров. Совсем недавно восемь американцев, захваченных в Буонметхуоте, исчезли, а из Хюэ и Дананга просачивались сообщения об обезглавливаниях и других казнях, в основном подстрекаемые правительственной пропагандой. Большинство американцев и граждан других стран, дружественых Соединённым Штатам, хотели эвакуировать город до его падения, и многие южновьетнамцы, особенно те, кто был связан с Соединёнными Штатами или правительством Южного Вьетнама, также хотели покинуть город.
Уже в конце марта часть американцев покинула город. Рейсы из Сайгона, на которые при обычных обстоятельствах было мало заказов, были полны. В течение апреля скорость эвакуации увеличилась, поскольку Офис военного атташе начал высылать второстепенный персонал. Многие американцы, прикрепленные к офису военного атташе, отказались уехать без своих вьетнамских друзей и иждивенцев, среди которых были гражданские жены и дети. Для офиса атташе по вопросам обороны было незаконно переправлять этих людей на американскую землю, и это первоначально замедлило темпы отъезда, но в конечном итоге офис атташе по обороне начал незаконно доставлять вьетнамцев без документов на авиабазу Кларк на Филиппинах.
3 апреля президент Джеральд Форд объявил об операции «Babylift», в ходе которой из страны эвакуируют около 2000 сирот. Один из самолётов Lockheed C-5 Galaxy, участвовавших в операции, разбился, в результате чего погибли 155 пассажиров и членов экипажа, а также серьёзно снизился моральный дух американского персонала:157. Помимо более чем 2500 сирот, эвакуированных по программе «Babylift», операция «New Life» привела к эвакуации более 110 000 вьетнамских беженцев. Последней эвакуацией стала операция «Порывистый ветер», в результате которой 7000 человек были эвакуированы из Сайгона на вертолётах.

### Американская администрация планирует окончательную эвакуацию
К этому времени администрация Форда также начала планировать полную эвакуацию американского присутствия. Планирование было осложнено практическими, юридическими и стратегическими проблемами. В администрации возникли разногласия во мнениях относительно того, насколько быстрой должна быть эвакуация. Пентагон стремился эвакуироваться как можно быстрее, чтобы избежать риска жертв или других несчастных случаев. Посол США в Южном Вьетнаме Грэм Мартин формально был фактическимм руководителем при любой эвакуации, поскольку эвакуация входит в компетенцию Государственного департамента. Мартин вызвал гнев многих в Пентагоне, желая сохранить процесс эвакуации как можно более тихим и упорядоченным. Его желанием было предотвратить полный хаос и предотвратить реальную возможность восстания Южного Вьетнама против американцев, а также предотвратить тотальное кровопролитие.
Форд одобрил план между крайностями, согласно которому все американцы, за исключением 1250 человек — достаточно мало, чтобы их можно было эвакуировать за один день вертолётамм, — будут быстро эвакуированы; остальные 1250 уедут только тогда, когда аэропорту будет угрожать опасность. Между тем, как можно больше вьетнамских беженцев будет вывезено самолётами.
Американское планирование эвакуации противоречило другой политике администрации. Форд всё ещё надеялся получить дополнительную военную помощь для Южного Вьетнама. В течение апреля он пытался убедить Конгресс поддержать предложенное ассигнование в размере 722 миллионов долларов, которое могло бы позволить восстановить некоторые из уничтоженных южновьетнамских сил. Советник по национальной безопасности Генри Киссинджер был против полномасштабной эвакуации, пока вариант помощи оставался на столе, поскольку вывод американских войск будет сигнализировать о потере веры в Нгуен Ван Тхьеу и серьёзно ослабит его.
Администрация также выразила обеспокоенность по поводу того, разрешено ли использование вооруженных сил для поддержки и проведения эвакуации в соответствии с недавно принятым Законом о военных полномочиях. В конечном итоге юристы Белого дома пришли к выводу, что использование американских сил для спасения граждан в чрезвычайной ситуации вряд ли будет противоречить закону, но законность использования военных средств для вывода беженцев была неизвестна.

### Беженцы
В то время как американские граждане, как правило, были уверены в простом способе покинуть страну, просто явившись к месту эвакуации, южновьетнамцы, которые хотели покинуть Сайгон до его падения, часто прибегали к независимым мерам. Негласные платежи, необходимые для получения паспорта и выездной визы, выросли в шесть раз, а цены на морские суда выросли в три раза. Те, кто владел недвижимостью в городе, часто были вынуждены продать её с существенными убытками или вообще отказаться от неё; запрашиваемая цена одного особенно впечатляющего дома была снижена на 75 процентов за две недели. Американские визы имели огромную ценность, и вьетнамцы, ищущие американских спонсоров, размещали объявления в газетах. В одном из таких объявлений говорилось: «Ищу приёмных родителей. Бедные прилежные ученики», за которыми следовали имена, даты рождения и номера удостоверений личности. Непропорционально большая часть вьетнамцев, участвовавших в волне эмиграции 1975 года, которые позже получили статус беженцев в Соединённых Штатах, были бывшими членами правительства и военных Южного Вьетнама. Хотя большинство из них ожидало обретения политической и личной свободы в Соединённых Штатах из-за своих антикоммунистических убеждений, многие были помещены в военные центры США на несколько недель или месяцев.

## Политические движения и попытки решения путем переговоров
По мере того как Северный Вьетнам всё больше и больше захватывал территорию Южного Вьетнама, внутренняя оппозиция президенту Нгуен Ван Тхьеу продолжала нарастать. Например, в начале апреля Сенат единогласно проголосовал за новое руководство, а некоторые высшие военные командиры настаивали на государственном перевороте. В ответ на это давление Нгуен Ван Тхьеу внёс некоторые изменения в свой кабинет, и премьер-министр Чан Тхьен Кхьем подал в отставку. Это мало что сделало для уменьшения оппозиции Нгуен Ван Тхьеу. 8 апреля южновьетнамский пилот и коммунист Нгуен Тхань Чунг взорвал Дворец независимости, а затем вылетел на взлётно-посадочную полосу, контролируемую народной армией Вьетнама; Тхьеу не пострадал.
Многие в американской миссии, в частности Мартин, наряду с некоторыми ключевыми фигурами в Вашингтоне, считали, что переговоры с коммунистами все ещё возможны, особенно если Сайгон сможет стабилизировать военную ситуацию. Посол Мартин надеялся, что лидеры Северного Вьетнама захотят разрешить «поэтапный вывод», в соответствии с которым можно было бы добиться постепенного вывода, чтобы позволить услужливым местным жителям и всем американцам уйти (наряду с полным выводом войск) в течение нескольких месяцев.
Мнения разделились по поводу того, сможет ли какое-либо правительство во главе с Нгуен Ван Тхьеу добиться такого политического решения. 2 апреля министр иностранных дел Временного революционного правительства указал, что Временное революционное правительство может вести переговоры с правительством Сайгона, в которое не входил Нгуен Ван Тхьеу. Таким образом, даже среди сторонников Нгуен Ван Тхьеу росло давление в пользу его отставки.
21 апреля президент Нгуен Ван Тхьеу подал в отставку. Его замечания были особенно резкими по отношению к американцам, во-первых, за то, что они вынудили Южный Вьетнам присоединиться к Парижским мирным соглашениям, во-вторых, за то, что впоследствии они не смогли поддержать Южный Вьетнам, и все это время просили Южный Вьетнам «сделать невозможную вещь, например, засыпать океаны камнями». Президентский пост был передан вице-президенту Чан Ван Хыонг. Мнение правительства Северного Вьетнама, переданное Радио Ханоя, заключалось в том, что новый режим был просто «ещё одним марионеточным режимом».

## Последние дни
Указано Сайгонское время.

### Окружение Народной армией Вьетнама
27 апреля Сайгон подвергся ракетному обстрелу народной армии Вьетнама — впервые за более чем 40 месяцев.
Поскольку его предложения на Север были категорически отвергнуты, Чан Ван Хыонг подал в отставку 28 апреля, и его сменил генерал Зыонг Ван Минь. Минь взял на себя управление режимом, который к тому времени находился в состоянии полного коллапса. У него были давние связи с коммунистами, и была надежда, что он сможет договориться о прекращении огня; однако Ханой был не расположен вести переговоры. 28 апреля силы народной армии Вьетнама прорвались с боями на окраину города. У моста Ньюпорт (Cầu Tân Cảng), примерно в пяти километрах от центра города, вьетконговцы захватили район Тхаодьен на восточном конце моста и попытались захватить мост, но были отброшены 12-й воздушно-десантным батальоном армии Республики Вьетнам. Когда Бьенхоа пал, генерал Нгуен Ван Тоан бежал в Сайгон, сообщив правительству, что большая часть высшего руководства Армии Республики Вьетнам практически смирилась с поражением.
28 апреля в 18:06, когда президент Минь закончил свою приветственную речь, три штурмовых самолётов A-37 Dragonfly, пилотируемые бывшими пилотами ВВС Республики Вьетнам, перешедшими на сторону ВВС Северного Вьетнама при падении Дананга, сбросили шесть 250-фунтовых бомб Mk81 на авиабазу Таншоннят которые повредили самолёт. Истребители F-5 ВВС Республики Вьетнам отправились в погоню, но им не удалось перехватить А-37:70. Самолёты C-130, вылетающие из Таншоннята, сообщили о том, что они подвергались огню Народной армии Вьетнама калибра 12,7 мм калибра и 37-мм зенитного огня, в то время как спорадические ракетные и артиллерийские обстрелы народной армии Вьетнама также начали поражать аэропорт и авиабазу:71–72. Полёты С-130 были временно остановлены после воздушной атаки, но возобновились в 20:00 28 апреля:72.
29 апреля в 03:58 самолёт C-130E, № 72-1297, пилотируемый экипажем 776-й тактической воздушной эскадрильи, был уничтожен 122-мм ракетой во время руления для подбора беженцев после выгрузки BLU-82 на базе. Экипаж эвакуировал горящий самолёт на рулежной дорожке и покинул аэродром на ранее приземлившемся другом С-130:182. Это был последний самолёт ВВС США, покинувший Таншоннят:79.
На рассвете 29 апреля ВВС Республики Вьетнам начали беспорядочно покидать авиабазу Таншоннят, когда A-37, F-5, C-7, C-119 и C-130 отправились в Таиланд, а UH-1 взлетели на поиски кораблей оперативной группы 76:81. Некоторые самолёты ВВС Республики Вьетнам остались, чтобы продолжить борьбу с наступающей народной армией Вьетнама. Один воздушный корабль AC-119 провёл ночь с 28 на 29 апреля, сбрасывая сигнальные ракеты и стреляя по приближающейся народной армии Вьетнама. На рассвете 29 апреля два Скайрайдера А-1 начали патрулировать периметр Таншоннята на высоте 760 метров, пока один из них не был сбит, предположительно ракетой SA-7. В 07:00 AC-119 вёл огонь по народной армии Вьетнама к востоку от Таншоннята, когда он тоже был подбит SA-7 и загорелся на землю:82.
В 06:00 29 апреля Политбюро приказало генералу Дунгу «нанести с величайшей решимостью удар прямо в последнее логово врага». После одного дня бомбардировок и общего наступления народная армия Вьетнама была готова нанести последний удар по городу.
В 08:00 29 апреля генерал-лейтенант Чан Ван Минь, командующий ВВС Республики Вьетнам, и 30 его сотрудников прибыли в комплекс офиса военного атташе с требованием эвакуации, что означает полную потерю командования и управления ВВС Республики Вьетнам:85–87.

### Операция «Порывистый ветер»
Продолжающийся ракетные обстрелы и разбомбленные взлётно-посадочные полосы в Таншонняте заставили генерала Гомера Д. Смита, военного атташе США в Сайгоне, сообщить послу Мартину, что взлётно-посадочные полосы непригодны для использования и что необходимо завершить экстренную эвакуацию Сайгона на вертолётах. Первоначально посол Мартин намеревался осуществить эвакуацию с помощью самолётов с авиабазы. Этот план был изменён в критический момент, когда южновьетнамский пилот решил дезертировать и выбросил свои боеприпасы вдоль единственной ещё использовавшейся взлетно-посадочной полосы (которая ещё не была разрушена обстрелом).
Под давлением Киссинджера Мартин заставил охранников морской пехоты отвезти его в Таншоннят в разгар продолжающихся обстрелов, чтобы он мог лично оценить ситуацию. Увидев, что вылет на самолётах невозможен, Мартин дал зелёный свет серьёзному началу эвакуации вертолётом.
С окраин города поступали сообщения о приближении Народной армии Вьетнама.
В 10:48 Мартин сообщил Киссинджеру о своём желании начать операцию «Порывистый ветер» — вертолётную эвакуацию американского персонала и находящихся в опасности вьетнамцев. 29 апреля в 10:51 главком Тихоокеанского региона отдал приказ начать операцию «Порывистый ветер»:183. Американская радиостанция начала регулярно транслировать «White Christmas» Ирвинга Берлина — сигнал американскому персоналу немедленно выдвинуться к точкам эвакуации.
Согласно этому плану, вертолёты CH-53 и CH-46 использовались для эвакуации американцев и дружественных вьетнамцев на корабли, в том числе Седьмого флота, в Южно-Китайское море. Основным пунктом эвакуации был комплекс офиса военного атташе в Таншонняте; Автобусы курсировали по городу, забирая пассажиров и отвозя их в аэропорт, причем первые автобусы прибыли в Таншоннят вскоре после полудня. Первый CH-53 приземлился на территории штаб-квартиры военного атташе во второй половине дня, а к вечеру были эвакуированы 395 американцев и более 4000 вьетнамцев. К 23:00 морские пехотинцы США, обеспечивающие безопасность, отступили и организовали снос офиса военного атташе, американского оборудования, файлов и наличных денег. В эвакуации также принимали участие самолёты Air America UH-1.
Первоначальные планы эвакуации не предусматривали крупномасштабную вертолётную операцию у посольства США в Сайгоне. Вертолёты и автобусы должны были доставлять людей из посольства в офис военного атташе. Однако в ходе эвакуации выяснилось, что у посольства застряли несколько тысяч человек, в том числе много вьетнамцев. Дополнительные вьетнамские гражданские лица собрались возле посольства и взобрались на стены, надеясь получить статус беженцев. Грозы усложнили работу вертолётов. Тем не менее, эвакуация посольства продолжалась более или менее непрерывно в течение всего вечера и ночи.
В 03:45 утра 30 апреля Киссинджер и Форд приказали Мартину эвакуировать с этого момента только американцев. С неохотой Мартин объявил, что будут высланы только американцы, из-за опасений, что северновьетнамцы вскоре возьмут город, а также из-за желания администрации Форда объявить о завершении американской эвакуации. Президент Форд приказал послу Мартину сесть на вертолёт для эвакуации. Позывной этого вертолёта был «Lady Ace 09», и пилот выполнял прямой приказ президента Форда о том, чтобы посол Мартин находился на борту. У пилота Джерри Берри приказы были написаны жирным карандашом на наколенниках. Жена посла Мартина, Дороти, уже была эвакуирована предыдущими рейсами и оставила свой чемодан, чтобы южновьетнамская женщина могла протиснуться к ней на борт.
«Lady Ace 09» из эскадрильи морской пехоты США HMM-165, пилотируемый Берри, взлетел в 04:58 — хотя он этого не знал, если бы Мартин отказался уходить, у морских пехотинцев был резервный приказ арестовать его и унести, чтобы обеспечить его безопасность. В ходе эвакуации посольства вылетели 978 американцев и около 1100 вьетнамцев. Морские пехотинцы, охранявшие посольство, последовали за ними на рассвете, последний вертолёт вылетел в 07:53. На территории посольства остались 420 вьетнамцев и южнокорейцев, а у стен собралась дополнительная толпа.
Американцам и беженцам, которых они вывезли, обычно разрешалось покинуть страну без вмешательства как Северного, так и Южного Вьетнама. Пилоты вертолётов, направлявшихся в Таншоннят, знали, что их отслеживают зенитные орудия народной армии Вьетнама, но воздержались от огня. Руководство Ханоя, полагая, что завершение эвакуации уменьшит риск американского вмешательства, проинструктировало Ван Тьен Зунга не нацеливаться на сам воздушный транспорт. Тем временем сотрудникам полиции Сайгона была обещана эвакуация в обмен на защиту американских эвакуационных автобусов и контроль над толпой в городе во время эвакуации.
Хотя на этом американская военная операция завершилась, вьетнамцы продолжали покидать страну на лодках и, где это было возможно, на воздушном транспорте. Пилоты ВВС Республики Вьетнам, имевшие доступ к вертолётам, доставили их в море к американскому флоту, где они смогли приземлиться. Многие вертолёты ВВС Республики Вьетнам были сброшены в океан, чтобы освободить место на палубах для большего количества воздушного транспорта. Истребители и другие самолёты ВВС Республики Вьетнам также искали убежища в Таиланде, в то время как два O-1 приземлились на авианосце USS Midway.
Посла Мартина доставили вертолём на десантный корабль «Blue Ridge», где он попросил вертолёты вернуться на территорию посольства, чтобы забрать несколько сотен оставшихся претендентов, ожидающих эвакуации. Хотя его просьбы были отклонены президентом Фордом, Мартину удалось убедить Седьмой флот оставаться на стоянке в течение нескольких дней, чтобы любые местные жители, которые могли добраться до моря на лодке или воздушным транспортом, могли быть спасены ожидающими американцами.
Многим вьетнамским гражданам, которые были эвакуированы, было разрешено въехать в Соединённые Штаты в соответствии с Законом о миграции и помощи беженцам Индокитая.
Спустя десятилетия, когда правительство США восстановило дипломатические отношения с Вьетнамом, здание бывшего посольства было возвращено Соединённым Штатам. Историческая лестница, которая вела на вертолётную площадку на крыше соседнего жилого дома, используемого ЦРУ и другими правительственными служащими США, была спасена и находится на постоянной экспозиции в музее Джеральда Р. Форда в Гранд-Рапидс, штат Мичиган.

### Последний штурм
Рано утром 30 апреля Ван Тьен Зунг получил приказ Политбюро идти в атаку. Затем он приказал своим полевым командирам продвигаться напрямую к ключевым объектам и стратегическим точкам города. Первым подразделением народной армии Вьетнама, вошедшим в город, была 324-я дивизия. К настоящему моменту правительство не обращалось к народу с какими-либо призывами о сдаче крови, продуктов питания и т. д.
Утром 30 апреля саперы Народной армии Вьетнама предприняли попытку захватить мост Ньюпорт, но были отбиты воздушно-десантной армией Республики Вьетнам. В 09:00 танковая колонна Народной армии Вьетнама подошла к мосту и попала под огонь танков армии Республики Вьетнам, которые уничтожили головной Т-54, в результате чего погиб командир батальона Народной армии Вьетнама.
3-я оперативная группа 81-й группы рейнджеров армии Республики Вьетнам под командованием майора Фам Чау Тай защищала Таншоннят, и к ним присоединились остатки подразделения Лой Хо. 30 апреля в 07:15 24-й полк Народной армии Вьетнама подошёл к перекрестку Бэй-Хиен (10°47′35″ с. ш. 106°39′11″ в. д.) в 1,5 км от главных ворот авиабазы Таншоннят. Головной Т-54 был поражён безоткатным орудием М67, а затем снаряд танка М48 поразил следующий Т-54. Пехота народной армии Вьетнама двинулась вперёд и вступила в бой с армией Республики Вьетнам по домам, вынудив их отойти на базу к 08:45. Затем народная армия Вьетнама направила три танка и пехотный батальон для штурма главных ворот, и они были встречены интенсивным противотанковым и пулемётным огнём, в результате которого были подбиты три танка и убиты по меньшей мере двадцать солдат народной армии Вьетнама. Народная армия Вьетнама попыталась выдвинуть 85-мм зенитную пушку, но армия Республики Вьетнам подбила её до того, как она успела начать огонь. 10-я дивизия народной армии Вьетнама приказала присоединиться к атаке ещё восьми танкам и ещё одному пехотному батальону, но когда они приблизились к перекрестку Байхьен, они были поражены авиаударом самолётов ВВС Республики Вьетнам, действовавших с авиабазы Биньтхюи, в результате которого были уничтожены два Т-54. Шесть уцелевших танков прибыли к главным воротам в 10:00 и начали атаку: два из них были подбиты противотанковым огнём перед воротами, а ещё один уничтожен при попытке флангового манёвра.
В 10:24 Минь заявил о безоговорочной капитуляции. Он приказал всем войскам армии Республики Вьетнам «спокойно прекратить боевые действия и оставаться на месте», одновременно предложив Временному революционному правительству провести «организованную церемонию передачи власти во избежание ненужного кровопролития среди населения».
Примерно в 10:30 майор Фам на авиабазе Таншоннят услышал о сообщении о капитуляции и отправился в Объединённого генерального штаба за инструкциями. Он позвонил Миню, который сказал ему подготовиться к сдаче. Сообщается, что Фам сказал Миню: «Если вьетконговские танки войдут во Дворец Независимости, мы приедем туда, чтобы спасти вас, сэр». Минь отказался от предложения Фама, и Фам приказал своим людям отойти от ворот базы. В 11:30 на базу вошла народная армия Вьетнама:490–91.
У моста Ньюпорт армия Республики Вьетнам и народная армия Вьетнама продолжали перестрелку танков и артиллерии до тех пор, пока командующий армией Республики Вьетнам не получил по радио приказ Миня о капитуляции. Хотя мост был оснащён взрывчаткой весом около 4000 фунтов, армия Республики Вьетнам отступила, и в 10:30 колонна народной армии Вьетнама пересекла мост:492.

### Капитуляция и объявление об окончательной сдаче
203-я танковая бригада Народной армии Вьетнама (из 2-го корпуса генерал-майора Нгуен Хыу Ан) под командованием командующего Нгуен Тат Тай и политического комиссара Буй Ван Тунга стала первым подразделением, прорвавшимся через ворота дворца независимости около полудня. Танк № 843 (советский танк Т-54) первым нанёс прямой удар и пробил боковые ворота Дворца. Этот исторический момент зафиксировал австралийский оператор Нил Дэвис. Танк № 390 (китайский танк Т-59) затем врезался в главные ворота посередине и въехал во двор. В течение многих лет официальные данные вьетнамского правительства и международные исторические источники утверждали, что танк № 843 первым вошёл в Президентский дворец. Однако в 1995 году французский военный фотограф Франсуаза Демюльдер опубликовала свою фотографию, на которой танк № 390 въехал в главные ворота, а танк № 843 всё ещё находился за стальными колоннами меньших ворот с правой стороны (вид изнутри), а командир танка № 843 Буй Куанг Тан бежал с флагом Вьетконга на руке. Оба танка были объявлены национальными достояниями в 2012 году, и каждый из них был выставлен в разных музеях Ханоя. Лейтенант Буй Куанг Тан спустил флаг Южного Вьетнама с крыши дворца и поднял флаг Вьетконга в 11:30 30 апреля 1975 года.
Солдаты 203-й танковой бригады вошли во дворец и обнаружили Миня и всех членов его кабинета, сидящих и ожидающих их. Политический комиссар подполковник Буй Ван Тунг прибыл во дворец через 10 минут после появления первых танков:95. Минь понял, что это был самый высокопоставленный офицер, и сказал: «Мы ждем передачи кабинета министров», Тунг немедленно ответил: «Вам нечего передать, кроме вашей безоговорочной капитуляции нам». Затем Тунг написал речь, в которой объявил о капитуляции и роспуске того, что осталось от правительства Южного Вьетнама. Затем он сопроводил Миня на Радио Сайгон, чтобы тот прочитал его, чтобы избежать дальнейшего ненужного кровопролития. Объявление о капитуляции было записано на магнитофон немецкого журналиста Бёрриса Галлаша.
Около полудня во дворец прибыл полковник Буй Тин, военный журналист, чтобы стать засвидетельствовать события. В своих мемуарах он подтвердил, что капитуляцию принял подполковник Буй Ван Тунг и написал заявление для Миня. Однако в интервью Образовательному фонду WGBH в 1981 году он ложно заявил, что был первым высокопоставленным офицером, встретившим Миня и принявшим капитуляцию (со слов Тунга). Это утверждение было повторено после его побега из Вьетнама и иногда ошибочно цитировалось иностранными корреспондентами и историками.
В 2:30 Минь объявил об официальной капитуляции Южного Вьетнама:

Я, генерал Зыонг Ван Минь, президент администрации Сайгона, обращаюсь к вооружённым силам Республики Вьетнам сложить оружие и безоговорочно сдаться силам Освободительной армии Южного Вьетнама. Более того, я заявляю, что правительство Сайгона полностью распущено на всех уровнях. От Центрального правительства к органам местного самоуправления должна быть передана Временному революционному правительству Республики Южный Вьетнам.
Оригинальный текст (англ.)I, General Duong Van Minh, president of the Saigon administration, appeal to the armed forces of the Republic of Vietnam to laydown their arms and surrender unconditionally to the forces of the Liberation Army of South Vietnam. Furthermore, I declare that the Saigon government is completely dissolved at all levels. From the Central government to the local governments must be handed over to the Provisional Revolutionary Government of the Republic of South Vietnam.
Зыонг Ван Минь о стенограмме, написанной Буй Ван Тунгом, :96
Затем подполковник Буй Ван Тунг взял микрофон и объявил: «Мы, представители сил Освободительной армии Южного Вьетнама, торжественно заявляем, что город Сайгон полностью освобождён. Мы приняли безоговорочную капитуляцию президента сайгонской администрации — генерала Зыонг Ван Миня». Это объявление ознаменовало конец войны во Вьетнаме.

## Последствия

### Изменения в Сайгоне
Коммунисты переименовали город в честь Хо Ши Мина, бывшего президента Северного Вьетнама, хотя название «Сайгон» продолжало использоваться многими жителями и другими людьми. Структура Вьетконга в Южном Вьетнаме была ослаблена, отчасти из-за программы «Феникс», поэтому ответственность за поддержание порядка несла народная армия Вьетнама, а генерал Чан Ван Ча, заместитель Зунга по административным вопросам, был назначен ответственным за город. 7 мая новые власти провели митинг в честь победы.
Одной из целей Коммунистической партии Вьетнама было сокращение населения Сайгона, который разросся из-за притока людей во время войны и теперь был переполнен из-за высокого уровня безработицы. «Классы перевоспитания» для бывших солдат армии Республики Вьетнам показали, что для восстановления полноценного положения в обществе им необходимо переехать из города и заняться сельским хозяйством. Раздача риса бедным, хотя и предстояла, была связана с обещанием покинуть Сайгон и отправиться в сельскую местность. По данным вьетнамского правительства, в течение двух лет после захвата города Сайгон покинул один миллион человек, и государство поставило перед собой задачу обеспечить ещё 500 000 выездов.
После окончания войны, по официальным и неофициальным оценкам, от 200 000 до 300 000 южновьетнамцев были отправлены в лагеря перевоспитания, где многие из них пережили пытки, голод и болезни, принуждаясь к каторжным работам.

### Эвакуация
После окончания войны вопрос о том, была ли эвакуация успешной или нет, был поставлен под сомнение. Операцию «Порывистый ветер» в целом оценивали как впечатляющее достижение: Ван Тьен Зунг заявил об этом в своих мемуарах, а газета «The New York Times» описала её как проведённую «эффективно и храбро». С другой стороны, воздушную перевозку также критиковали за то, что она была слишком медленной и нерешительной, а также за то, что она была неадекватной для эвакуации вьетнамских гражданских лиц и солдат, которые были связаны с американским присутствием.
По оценкам Госдепартамента США, общая численность вьетнамских сотрудников посольства США в Южном Вьетнаме, бывших и нынешних, а также членов их семей составила 90 000 человек. В своих показаниях Конгрессу посол Мартин утверждал, что к концу апреля было эвакуировано 22 294 таких человека. В 1977 году газета National Review заявила, что около 30 000 южновьетнамцев были систематически убиты, используя список информаторов ЦРУ, оставленный посольством США.
Знаменитая фотография эвакуированных, садящихся в вертолёт Air America на крыше многоквартирного дома по адресу Gia Long Street, 22, часто ошибочно трактуется как демонстрирующая эвакуацию из «посольства США» на «военном» вертолёте.

## День памяти
30 апреля отмечается во Вьетнаме как государственный праздник как День воссоединения (хотя официальное воссоединение фактически произошло 2 июля 1976 года) или День освобождения (Ngày giải phong). Наряду с Международным днем трудящихся 1 мая большинство людей берут выходной и устраивают публичные торжества.
Среди большинства вьетнамцев, живущих за границей, неделя 30 апреля называется «Черным апрелем», а также отмечается как время скорби по падению Сайгона и Южного Вьетнама в целом.